# Köthen (Märkisch Buchholz)
Köthen (niedersorbisch Kóśina) oder Kothin, ist ein bewohnter Gemeindeteil der Stadt Märkisch Buchholz im Landkreis Dahme-Spreewald (Brandenburg).

## Geografie
Der Ort liegt knapp 5 km Luftlinie südöstlich von Märkisch Buchholz am Südufer des Köthener Sees im Biosphärenreservat Spreewald. Die Gemarkung grenzt im Norden an die Gemarkung Groß Wasserburg, die Gemarkung der Stadt Märkisch Buchholz und an die Gemarkung von Birkholz (Gemeindeteil der Gemeinde Münchehofe), im Osten an die Gemarkung Leibsch (Ortsteil der Gemeinde Unterspreewald) und im Süden und Westen wieder an die Gemarkung Groß Wasserburg. Der Ort ist nur über zwei kleine Verbindungsstraßen von Groß Wasserburg und Märkisch Buchholz zu erreichen. Die Straße in den Ortskern hinein ist eine Sackgasse.
Zur Gemarkung Köthen gehört der Köthener See sowie von den Heideseen der Große und der Kleine Wehrigsee. Außerdem liegen auf der Gemarkung noch zwei kleinere Teiche südwestlich des Ortskerns. Im Süden reicht die Gemarkung an den Mittelsee heran, der See selber gehört jedoch zur Gemarkung Groß Wasserburg. Die Topographische Karte 1:25.000 des Deutschen Reiches von 1914 verzeichnet noch südöstlich des Ortskern den Karpigsee (oder -teich), der aber inzwischen verschwunden ist. Die Heidessen entwässern über ein Fließ in den Köthener See. Auch der Große Wehrigsee und der stark verlandende Kleine Wehrigsee sind jeweils über ein Fließ mit dem Köthener See verbunden. Die Mündung und der Abfluss des Dahme-Umflutkanal in den Köthener See liegen jeweils auf Köthener Gemarkung. Im südöstlichen Teil des Köthener Sees mündet der Randkanal ein, der eine Verbindung zur Wasserburger Spree herstellt. Höchster Teil der Gemarkung ist ein nach Süden vorspringender Teil der Gemarkung zwischen Schibingsee und Schwanensee, der auf ca. 63 m Höhe geht. Tiefster Punkt ist der Köthener See, dessen Seespiegel im Mittel bei etwa 43 m liegt.
Am Nordufer des Köthener Sees liegt der zur Köthener Gemarkung gehörende Wohnplatz Neuköthen. Der Wohnplatz am Pichersee, früher das nach dem Ort benannte Forsthaus Köthen, liegt auf der Gemarkung Groß Wasserburg.

## Geologie
Vor 600.000 – 800.000 Jahren war das Gebiet von einem riesigen Gletscher bedeckt. Die Eisdecke von ca. 200 m Dicke reichte von Skandinavien gen Mitteleuropa bis in den südlichen Berliner Raum. Die südlich von Köthen liegenden Krausnicker Berge sind eine eiszeitliche Endmoräne.

## Geschichte
Köthen erscheint 1421 als Kothin zum ersten Mal in einer Urkunde. Es gibt mehrere Deutungen des Namens Köthen. Nach dem Brandenburgischen Namenbuch ist eine Ableitung aus dem Mittelniederdeutschen *Köten = Siedlung mit kleinen Häusern, Hütten oder Katen am wahrscheinlichsten. Weniger wahrscheinlich ist eine Ableitung aus dem Slawischen, etwa * Kotno zu urslaw. * kotь = Kater oder Bude, Kram, kleiner Stall, Hühnerstall. Nach der Dorfstruktur ist Köthen ein Platzeckdorf, das zur Zeit der deutschen Ostsiedlung entstand.
1576 lebten vier Bauern und acht Kossäten im Ort. Die Ackerflur wurde in acht Hufen eingeteilt. 1600 wurde auch noch ein Hirte genannt.

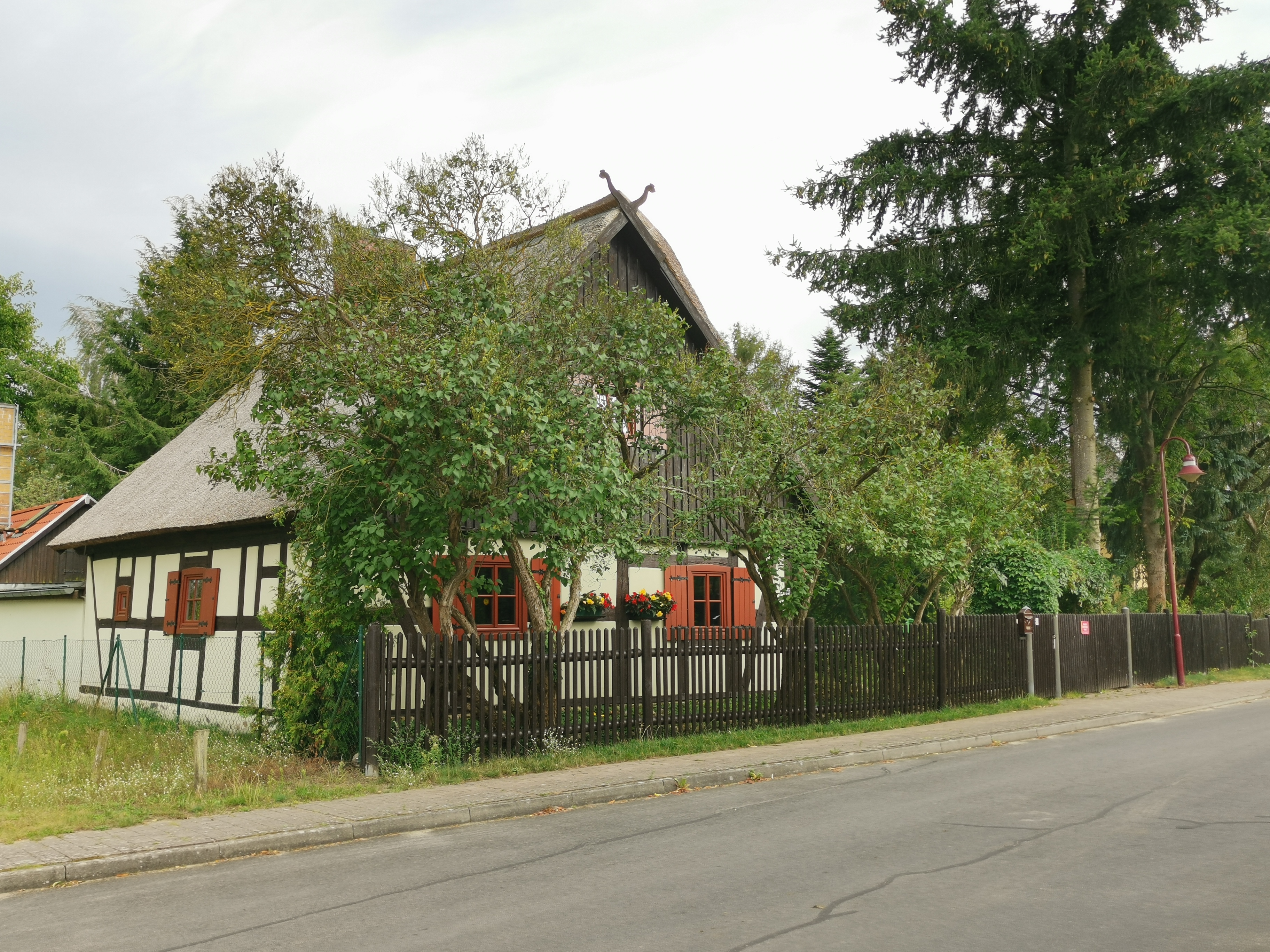
Denkmalgeschütztes Kossätenhaus

Im Dreißigjährigen Krieg litt Köthen wie die gesamte Region erheblich. Noch 1692 waren die vier Bauerngüter noch nicht besetzt und lagen wüst. Auch zwei von den acht Kossätenstellen waren noch nicht wieder besetzt. Es war genug Brennholz und gutes Nutzholz vorhanden. Das Nutzholz gehört aber den Dorfbesitzern. Auf der Gemarkung gab es genug Futter, sodass Viehzucht möglich war. Die wenigen Bewohner leisteten sich keinen Hirten, sondern hüteten ihr Vieh selbst. Sie durften im Köthener See fischen, und überhaupt gehörte die Fischerei zur Haupterwerbsquelle. Sie durften außerdem Schafe halten, jedoch waren in diesem Jahr keine Schafe vorhanden. 1727 wird die Zahl der Hufen mit 16 angegeben, d. h., dass aus den acht großen Hufen je zwei kleinere Hufen gemacht wurden. Anscheinend wurden keine Bauern mehr angesetzt, denn 1745 waren nur elf Kossäten im Ort ansässig. 1745 wird der Teerofen am Pichersee erwähnt. 1775 wohnten elf Kossäten und acht Büdner (oder andere) im Ort, der in diesem Jahr 18 Feuerstellen (= Häuser) hatte. 1801 lebten in Köthen zwölf Kossäten und sechs Einlieger, insgesamt 125 Menschen. Es gab einen Krug im Ort und einen Teerofen in der Nähe. Der Wohnplatz Neuköthen wird erstmals als Etablissement von einigen Einliegern erwähnt. 1817 wird es als Dorf mit Teerofen erwähnt. 1837 wurden 19 Wohnhäuser in Köthen gezählt. Die Fischerei im Köthener See gehörte dem Amt Krausnick und wurde bei dessen Auflösung 1848 verpachtet. 1858 hatte Köthen (ohne Neuköthen) 2 öffentliche Gebäude, 18 Wohngebäude und 32 Wirtschaftsgebäude. 1864 waren drei Kossätenhöfe zerschlagen worden. Im Jahr 1900 gab es 25 Häuser im Ort. 1913 zählte man neun Kossäten, sechs Büdner, eine Försterei (Pechhütte) und sieben Neu- oder Anbauer. In Neuköthen wohnten zwei Kossäten. 1931 wurden 27 Wohnhäuser gezählt. Mit der Bodenreform erhielten vier Landarbeiter und ein Umsiedler Land. 1959 wurde die Landwirtschaftliche Produktionsgenossenschaft (LPG) Typ I gegründet. Sie hatte 1960 16 Mitglieder und bewirtschaftete 87 ha landwirtschaftliche Nutzfläche. Eine zweite LPG Typ I hatte elf Mitglieder und bewirtschaftete 54 ha Nutzfläche. 1961 wurden beide LPG's zusammengeschlossen. Schon zu DDR-Zeiten war Köthen Ferienort. Der Freie Deutscher Gewerkschaftsbund (FDGB) hatte dort das Ferienheim Kaethe Kollwitz. 1997 wurde der Dorfanger mit seinem alten Baumbestand an Eichen und Linden neu hergerichtet. Köthen lag zu DDR-Zeiten inmitten zweier Sperrgebiete: dem militärischen Flugplatz Brand der GSSD südlich des Ortes, auf welchem u. a. nukleare Bomben gelagert wurden, und dem Staatsjagdgebiet für Diplomaten Märkisch Buchholz, nördlich des Köthener Sees, welches durch die Staatssicherheit überwacht wurde und auf welchem Zivilisten nicht erwünscht waren. Auf einem Reithof in Köthen bzw. Neu-Köthen waren Offiziere im besonderen Einsatz (OibE) stationiert und als Reitlehrer getarnt, um die Diplomaten zu bespitzeln. Einer der Reitlehrer, der gleichzeitig Inoffizieller Mitarbeiter der Staatssicherheit (jedoch nicht OibE) war, war Uwe Plank, ein Olympiateilnehmer im Reiten für die DDR. Der Minister für Auswärtige Angelegenheiten der DDR von 1975 bis 1990, Oskar Fischer, hatte sein Wochenendhaus auf dem Reithof.
| Bevölkerungsentwicklung von 1774 bis 1971 | Bevölkerungsentwicklung von 1774 bis 1971 | Bevölkerungsentwicklung von 1774 bis 1971 | Bevölkerungsentwicklung von 1774 bis 1971 | Bevölkerungsentwicklung von 1774 bis 1971 | Bevölkerungsentwicklung von 1774 bis 1971 | Bevölkerungsentwicklung von 1774 bis 1971 | Bevölkerungsentwicklung von 1774 bis 1971 | Bevölkerungsentwicklung von 1774 bis 1971 | Bevölkerungsentwicklung von 1774 bis 1971 | Bevölkerungsentwicklung von 1774 bis 1971 | Bevölkerungsentwicklung von 1774 bis 1971 | Bevölkerungsentwicklung von 1774 bis 1971 | Bevölkerungsentwicklung von 1774 bis 1971 | Bevölkerungsentwicklung von 1774 bis 1971 |
| ----------------------------------------- | ----------------------------------------- | ----------------------------------------- | ----------------------------------------- | ----------------------------------------- | ----------------------------------------- | ----------------------------------------- | ----------------------------------------- | ----------------------------------------- | ----------------------------------------- | ----------------------------------------- | ----------------------------------------- | ----------------------------------------- | ----------------------------------------- | ----------------------------------------- |
| Jahr                                      | 1774                                      | 1801                                      | 1817                                      | 1837                                      | 1858                                      | 1875                                      | 1895                                      | 1910                                      | 1925                                      | 1939                                      | 1946                                      | 1950                                      | 1964                                      | 1971                                      |
| Einwohner                                 | 90                                        | 125                                       | 110                                       | 139                                       | 131                                       | 174                                       | 123                                       | 143                                       | 162                                       | 132                                       | 219                                       | 214                                       | 117                                       | 115                                       |

### Politische Geschichte
Köthen gehörte im Mittelalter zur Herrschaft Storkow. Die Besitzer des Dorfes waren Vasallen des jeweiligen Besitzers der Herrschaft Storkow. 1421 saß Hannus Bewnencz (wahrscheinlich Bennewitz) auf Köthen. 1508 gehörte das Dorf den von Langen zu (Märkisch) Buchholz bzw. Krausnick. 1518 belehnte Ulrich von Bieberstein den Antonius von Langen mit Dorf und Rittersitz Krausnick und dem Dorf Köthen. 1553 waren dies Otto und sein Bruder Caspar von Langen. 1556 wurden die Brüder Otto und Caspar von Langen zu Münchehofe vom brandenburgischen Markgrafen Johann mit Krausnick, Köthen und der Hälfte des Dorfes Leibsch belehnt. 1604 setzte Andreas von Langen zu Krausnick die Dörfer Krausnick und Köthen als Leibgedinge für seine Frau ein. 1609 wurden die Brüder Andreas und Ernst von Langen vom Kurfürsten Johann Sigismund mit einer Hälfte von Krausnick und Köthen sowie einem Viertel des Dorfes Leibsch belehnt. 1620 erhielten die Brüder Moritz Ernst und Nickel von Langen, Söhne des Andreas von Langen die Belehnung mit denselben Gütern. 1628 verkauften schließlich die beiden Brüder die Hälfte von Krausnick und Köthen sowie ein Viertel des Dorfes Leibsch an die Brüder Antonius, Otto und Heinrich Ernst von Langen zu Wasserburg für 13.000 Taler. 1647 kaufte Georg von Oppen zu Kossenblatt diese Güter und erhielt 1648 die Belehnung. 1699 tauschten Otto von Langen zu Wasserburg und Caspar Friedrich von Oppen Anteile an ihren Gütern Krausnick, Köthen und Leibsch. 1716 verkauften sie auch die andere Hälfte an die von Oppen. 1728 kaufte der brandenburgische Kurfürst und König in Preußen Friedrich Wilhelm I. die Dörfer Krausnick und Leibsch von Friedrich Erdmann von Oppen. Sehr wahrscheinlich war bei diesem Kauf auch Köthen dabei, das damals zu Krausnick gehörte. Friedrich Wilhelm I. machte daraus das Amt Krausnick, das er durch einen Amtmann verwalten ließ. In der Kreisreform von 1816/7 wurde die frühere Herrschaft Storkow mit dem Kreis Teltow zum Kreis Teltow-Storkow zusammengeschlossen, der aber 1835 bereits wieder aufgelöst wurde. Aus den früheren Herrschaften Beeskow und Storkow wurde nun der Kreis Beeskow-Storkow gebildet, der bis 1950 Bestand hatte. Das Amt Krausnick wurde 1848 mit dem Amt Buchholz zusammen gelegt. Die Amtsgebäude in Krausnick wurden teils verkauft teils zunächst vermietet. 1872 bis 1874 wurde auch das Amt Buchholz aufgelöst, seine Aufgaben vom Kreis Beeskow-Storkow übernommen. In der ersten Kreisreform von 1950 in der damaligen DDR wurde der Kreis Beeskow-Storkow aufgelöst und Köthen kam zum Kreis Lübben. Nur zwei Jahre später in der großen Kreisreform von 1952 wurde der Kreis Lübben wieder verkleinert und der Kreis Beeskow neu gebildet. Teile des Kreises Lübben kamen aber auch an den neugebildeten Kreis Königs Wusterhausen, darunter auch Köthen.
Köthen wurde im 19. Jahrhundert selbständige Landgemeinde. Bei der Auflösung des Gutsbezirks Krausnick 1929 erhielt die Gemeinde den Köthener See nebst Insel sowie den Großen und Kleinen Wehrigsee. Neuköthen wurde 1931 als Wohnplatz von Köthen bezeichnet. 1950 und 1957 wurden neben dem Kernort die Wohnplätze Neuköthen, Försterei und Erholungsheim ausgewiesen. 1973 war Neuköthen Ortsteil von Köthen. Zum 1. Januar 1974 wurde Köthen in die Stadt Märkisch Buchholz eingemeindet. Danach war Köthen Ortsteil der Stadt Märkisch Buchholz. Nach der Hauptsatzung der Stadt Märkisch Buchholz von 2009 ist Köthen kein Ortsteil mehr, sondern lediglich noch ein bewohnter Gemeindeteil ohne Ortsbeirat und Ortsvorsteher.

### Kirchliche Geschichte
Köthen hat keine Kirche und hatte auch in der Vergangenheit keine Kirche. 1630 war es in Märkisch Buchholz eingepfarrt. Von mindestens 1774 bis nach 1858 gehörte es kirchlich zu Krausnick. Seit 1897 war es wiederum nach Märkisch Buchholz eingepfarrt.

## Denkmale und Sehenswürdigkeiten
Die Denkmalliste des Landes Brandenburg für den Landkreis Dahme-Spreewald verzeichnet für Köthen keine Bau- und/oder Bodendenkmale. Im Ortskern gibt es aber noch eine Reihe renovierte und durchaus sehenswerte Fachwerkhäuser. Eine Besonderheit ist auch der wendische Bauernbackofen bei der Jugendherberge.

## Tourismus und Wirtschaft

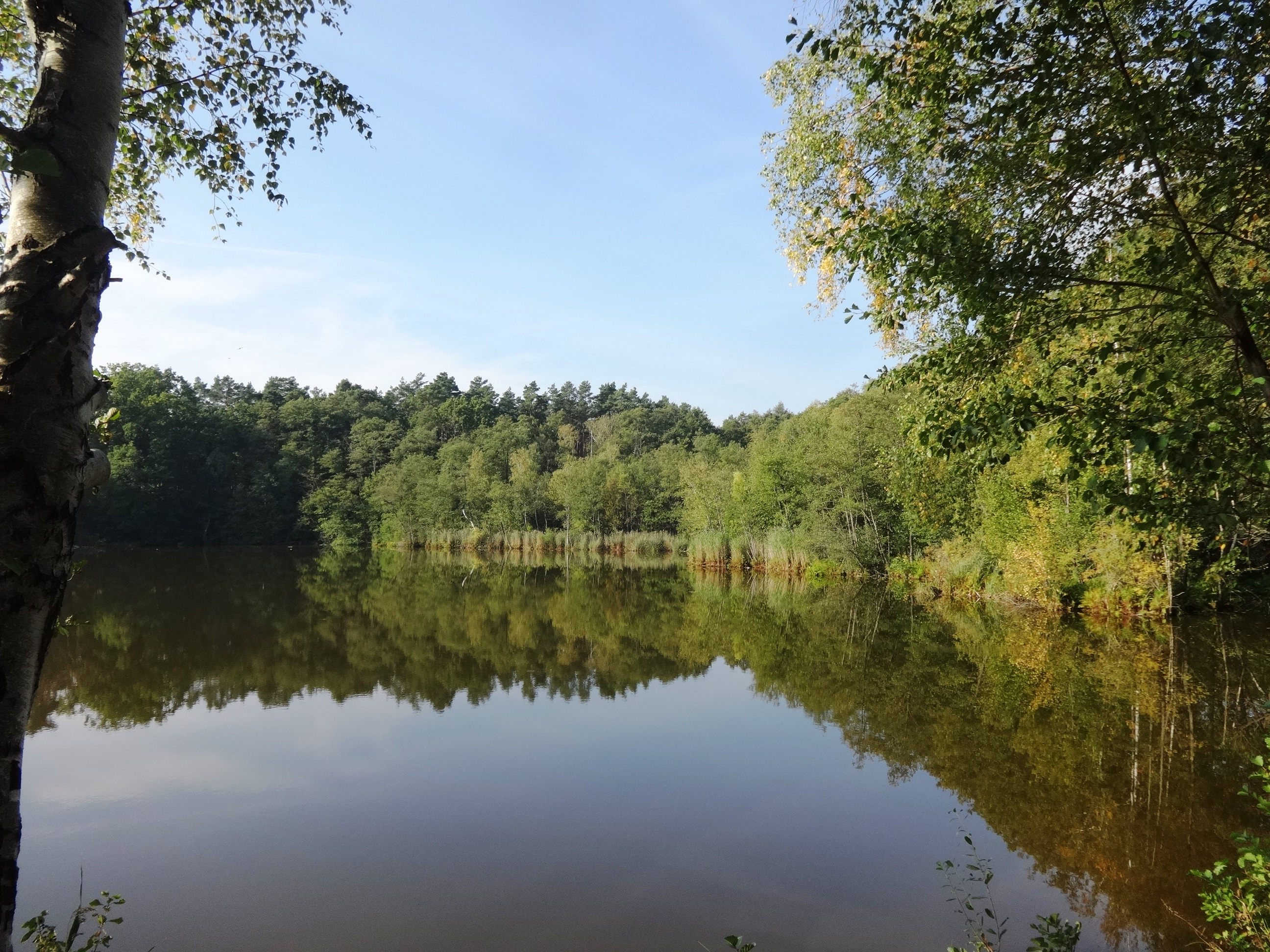
Triftsee, einer der Heideseen

Der Ort ist touristisch geprägt. Vom Dorfplatz führt ein Weg zur Badestelle am Köthener See. Eine weitere Badestelle liegt an der südlichsten Bucht des Köthener Sees beim Campingplatz. Seit Beginn des 20. Jahrhunderts trat neben die zuvor beherrschende Fischerei und Landwirtschaft auch der Tourismus als Wirtschaftsfaktor in Erscheinung. 1933 hatte Köthen 125, 1939 133 Einwohner. Zur Zeit der DDR wurden für die Urlauber zwei FDGB Ferienheime am alten Campingplatz sowie mit der Pension Heideblick (einer Jugendstilvilla aus den 20er Jahren im Ortskern) betrieben. Bis in die späten achtziger Jahre war Köthen als Ferienort beliebt. Bis zu 300 Ferienkinder und Urlauber verbrachten hier den Urlaub. Nach der Wende wurden im Rahmen von Privatisierung und Treuhandwirtschaft die Heime verkauft und nicht wieder eröffnet. Die im Jahre 1951 eröffnete Jugendherberge hat jedoch die Wendezeit überstanden und erfreut sich ob ihrer guten Lage am Köthener See zunehmender Beliebtheit.
Des Weiteren bestehen in Köthen neben der Jugendherberge zwei gewerbliche Beherbergungsbetriebe sowie eine Anzahl privater Anbieter von Ferienwohnungen.
Am Ortsrand in Richtung Groß Wasserburg liegt direkt am Pichersee ein Gestüt. Es entstand aus einem ehemaligen Entenmastbetrieb und diente ab den 1980er Jahren als Reitstall für in der DDR akkreditierte Diplomaten. Seit 2004 befinden sich auf dem Gestüt eine Reithalle, eine Reitschule sowie Reitplätze. Durch den Ort führt der Gurken-Radweg.

## Kultur und Brauchtum
In der Faschingszeit, in der Regel Mitte Februar, wird im Ort Köthen, sowie in den umgebenden Orten des Unterspreewaldes eine alte Fastnachtstradition, das Zampern gepflegt und gefeiert. Dabei zieht eine bunte Fastnachtsgesellschaft angeführt durch den Zeremonienmeister begleitet von einer mobilen Musikkapelle buntgeschmückt in Frack, Kostüm und Rock durch den Ort von Hof zu Hof. Dabei sammeln die Zamperer Eier, Speck und Geld sowie zum Aufwärmen etwas Spirituelles. Eröffnet wird das ganze Treiben traditionell im Dorfgasthof mit einem Tanz der Wirtsleute. Im Anschluss wird jeder Hof und Haus besucht und der Hausherr um die genannten Gaben gebeten und mit einem Tanz der Fastnachtsgesellschaft belohnt.

## Infrastruktur
Der Ort ist über eine 3 mal tägliche Busverbindung des Nahverkehrs an die Nachbarorte Märkisch Buchholz sowie an den nächsten Bahnhof in Halbe angeschlossen. 1997 wurde im Rahmen einer groß angelegten Dorferneuerung der Dorfanger mit seinem alten Baumbestand an Eichen und Linden neu hergerichtet, der Badestrand verschönert, die Dorfstraße und Zuwege neu asphaltiert sowie eine Anzahl weiterer kleinerer Objekte wie eine neue Bushaltestelle oder auch Informationstafeln für Gäste neu errichtet. Im Ort existiert weiterhin ein historischer Gasthof.

## Naturschutz
Das Naturschutzgebiet Heideseen reicht an zwei Stellen geringfügig noch auf die Gemarkung von Köthen. Das Naturschutzgebiet Verlandungszone Köthener See liegt vollständig auf der Gemarkung von Köthen.

## Belege